# Al-Tabni
At-Tibnī (arabisch التبني, DMG at-Tibnī, auch Altebni) ist eine Kleinstadt im Gouvernement Deir ez-Zor in Syrien.
Die frühestens Ende des 19. Jahrhunderts gegründete Siedlung liegt am rechten Ufer des Euphrat, der sich hier eine breite grüne Talaue etwa vierzig Meter tief in die syrische Wüstenplatte gegraben hat. Der Ort liegt etwa 40 km nordwestlich von Deir ez-Zor an der Hauptverkehrsstraße (M 5) Richtung ar-Raqqa, 2 bis 3 km vor der Abzweigung zur römisch-byzantinischen Ruinenstadt Halabiya.
11 km nördlich befand sich der mutmaßliche al-Kibar-Reaktor.